# Abrostola semiconfluens
Abrostola semiconfluens là một loài bướm đêm trong họ Noctuidae.